# Alberich Burghoff
Alberich Burghoff (* 1613 oder 1614 in Aachen; † 2. April 1685 in Neuzelle; auch Albericus Burghoff (latinisiert)) war 38. Abt des Klosters Neuzelle und der Bruder des Abtes Hilger Burghoff.

## Leben
Alberich wurde 1613 oder 1614 in Aachen geboren. 1631 trat er in den Zisterzienserorden über das Kloster Lilienfeld ein. In Wien wurde er 1638 in der Schottenkirche von Weihbischof Johann Walterfinger OSB zum Priester geweiht. In Lilienfeld hatte er einige klosterinterne Ämter inne. Er war unter anderem Hausprofessor, Novizenmeister und Prior. Er wurde 1649 an der Universität Wien zum Doktor der Theologie promoviert. Unter Vorsitz seines Bruders Hilger Burghoff als Generalvikar der Böhmischen Ordensprovinz wurde er zum Abt des Klosters Neuzelle postuliert. 1663 gründete er die Josefsbruderschaft in Neuzelle, die zuvor bereits in Lilienfeld existierte.

## Werke
- Assertationes Theologicae methodo Doctoris Angelici verbis. Wien 1649
- Digitus in Trivio. Das ist: Klare Anzeigung und Beweiß / Welche unter denen dreyen Römischen, Lutherischen und Calvinischen die wahre Kirche und allein selig machender Glaube sey aus bewehrten Autoren in Deutscher Sprache versetzt. Zwischen 1660 und 1669.
- Bernardus Theologus sive Summa Theologiae theodidacti ac melliflui ecclesiae doctoris Bernardi. Sagan 1673
- Logica Zigenica. Frankfurt (Oder) 1673